# سیارک ۱۱۷۱۲
سیارک ۱۱۷۱۲ (به انگلیسی: 11712 Kemcook، نامگذاری:1998HB51) یازده هزار و هفتصد و دوازدهمین سیارک کشف شده‌است که در ۲۵ آوریل ۱۹۹۸ کشف شد.
قدر مطلق سیارک برابر ۱۴٫۱۰ است.